# Idiocerus areatus
Idiocerus areatus är en insektsart som beskrevs av Henry Fairfield Osborn 1923. Idiocerus areatus ingår i släktet Idiocerus och familjen dvärgstritar. Inga underarter finns listade i Catalogue of Life.